# ایگنکیو گونزالس کینگ
 ایگنکیو گونزالس کینگ (انگلیسی: Ignacio González King؛ زاده ۲۸ مارس ۱۹۸۰) یک تنیس‌باز اهل آرژانتین است.